# 大鱗烏魴
大鱗烏魴（学名：Taractichthys steindachneri），又名凹尾長鰭烏魴、深海三角仔、黑飛刀、黑皮刀，为烏魴科長鰭烏魴屬下的一个种。